# FC Ferizaj
El FC Ferizaj es un equipo de fútbol fundado en la ciudad de Ferizaj, Kosovo. Desde 2022 participará en la Superliga de Kosovo luego de terminar en uno de los 2 grupos de la Liga e Parë.

## Historia
El club se fundó en 1923 como Borci (que significa "luchadores" en serbio) y es uno de los más antiguos de Kosovo aún activo.
El 7 de julio de 2019, Ferizaj organizó una conferencia de prensa en la que anunció que los inversores ingleses y locales se convertirían en el nuevo liderazgo del club. Entre los inversores también se encuentra el exdelantero internacional inglés, Brian Deane, que posee el 50% de las acciones del club.

## Palmarés
- Liga e Parë: 2

2013, 2022